# Zerbuń (przystanek kolejowy)
Zerbuń – zamknięty przystanek osobowy w Zerbuniu na linii kolejowej nr 224, w gminie Jeziorany, w województwie warmińsko-mazurskim, w Polsce.